# La Saga des Lefébure
Pour les articles homonymes, voir Lefébure.
La saga des Lefébure est une série de bandes dessinées écrites par Stéphane Puisney. Ces ouvrages racontent l'histoire d'une famille imaginaire, les Lefébure, pour raconter l'histoire de la Normandie. Ils sont issus de la série en vidéo-BD diffusée dans les émissions de France 3 Normandie. Les membres fictifs de cette famille se glissent dans la trame historique réelle de la Normandie.

## Livres

### Parus
- La saga des Lefébure T.1 (2000), Éditions Maître Jacques  (ISBN 2-912047-28-5)
- La saga des Lefébure T.2 (2003), Éditions Eurocibles  (ISBN 2-914541 17-1)
- La saga des Lefébure T.3 (2005), Éditions Eurocibles  (ISBN 2-914541 34-1)
- La saga des Lefébure T.4 (2005), Éditions Eurocibles  (ISBN 2-914541-39-2)
- La saga des Lefébure T.5 (2006), Éditions Eurocibles  (ISBN 2-914541-59-7)
- La saga des Lefébure T.6 (2008), Éditions Eurocibles  (ISBN 978-2-91454-187-9)
- La sage des Lefébure T.7 (2011), Éditions Eurocibles[1],[2]
- La saga des Lefébure. Spécial 1939-1945 (2019), Éditions Eurocibles  (ISBN 978-2-35458-072-8)

### À paraître
- La saga des Lefébure T.8 (2023)

## Personnages réels rencontrés par les personnages fictifs.

### Tome 1
- Robert Lefébure et Louis XI.

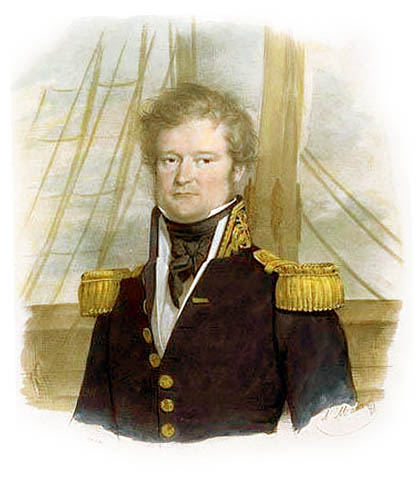
Jules Dumont D'Urville, personnage rencontré par un Lefébure

- René Lefébure et la pierre du Diable.
- Armand Lefébure et "Les Fleurs du mal".
- Pierre Lefébure et Aristide Boucicaut.
- Gaston Lefébure et l'hélicoptère.
- Léon Lefébure et la statue de Guillaume.
- Honoré Lefébure et Dumont d'Urville.
- Georges Lefébure et le dinosaure.
- Edmond Lefébure au pont d'Oissel.
- Charles Lefébure et Henri IV.
- Firmin Lefébure et Louis XIII.
- Damien Lefébure et "l'Entente cordiale".
- Thibaut Lefébure et la vierge dorée.
- Michel Lefébure et la fontaine miraculeuse.
- Nicolas Lefébure et la bataille sans larmes.
- Adrien Lefébure et Thomas Lindet.
- Arsène Lefébure et Albert Londres.
- Bérold Lefébure et la Blanche Nef.
- Aristide Lefébure et Armand Le Véel.
- Richard Lefébure et le commando anglais.

### Tome 2

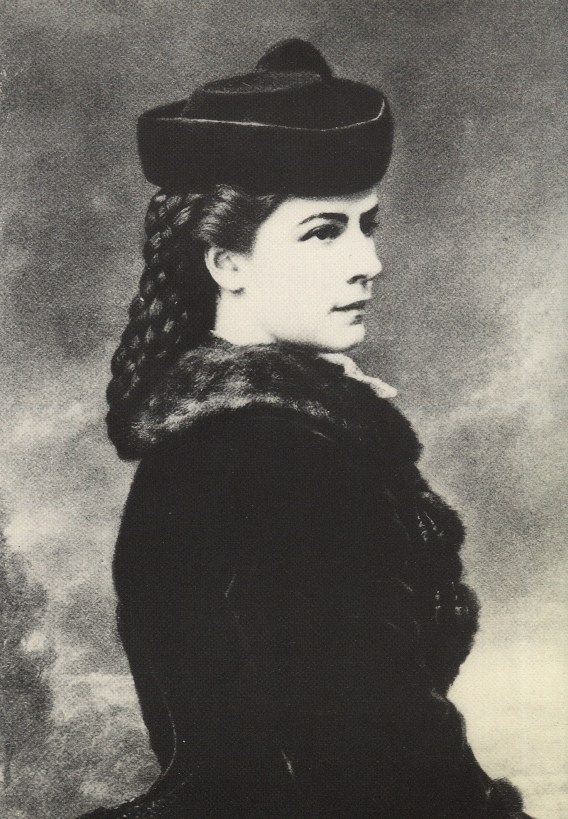
Sissi autre personnage rencontré par un Lefébure

- Hugues Lefébure et l'évadé du Mont-Saint-Michel.
- Claude Lefébure et les Minquiers.
- Édouard Lefébure et Henry II d'Angleterre.
- Fulbert Lefébure et Urbain Le Verrier.
- Barnabé Lefébure et la cloche fendue.
- Victor Lefébure et Sissi.
- Jules Lefébure et l'opération "Biting".
- Antoine Lefébure et le "Privilège de Saint-Romain".
- Achille Lefébure et le biplan anglais.
- Ambroise Lefébure et le Binot de Gonneville.
- Raoul Lefébure et la bataille de Varaville.
- Anselme Lefébure et Richard Byrd.
- Madelaine Lefébure et les dons patriotiques.
- Désiré Lefébure et la bataille d'Étrépagny.
- Justin Lefébure et les lentilles de Fresnel.
- Émile Lefébure et Jean-Pierre Blanchard.
- Amédée Lefébure et Désiré Guillemare.
- Félix Lefébure et la bataille de Chambois.
- Vincent Lefébure et Pierre Boucher.
- Ninon Lefébure et le camembert.

### Tome 3

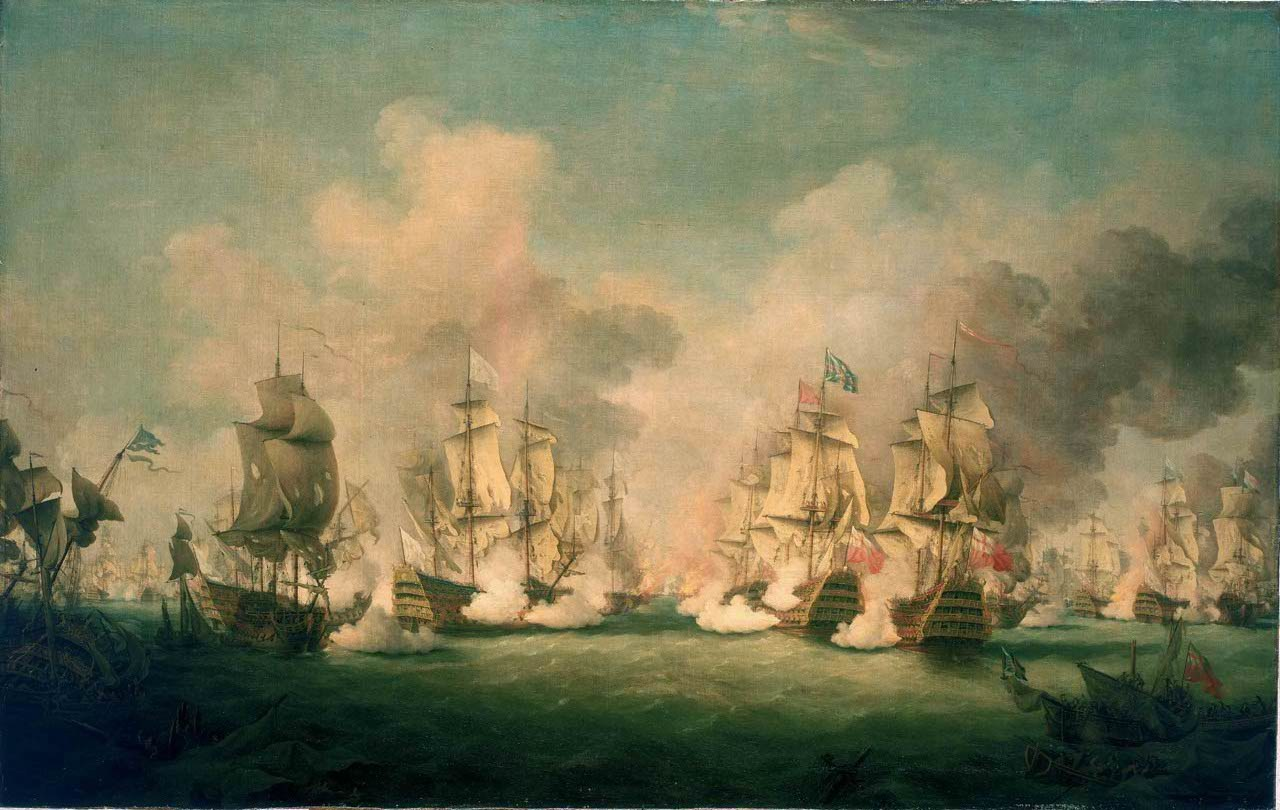
Bataille de la Hougue, où participa le personnage Sébastien Lefébure

- Camille Lefébure et Baptiste Renard.
- Valentin Lefébure et la "lottinoplastie".
- Paul Lefébure et Marcel Lefèvre.
- Jeanne Lefébure et l'obélisque d'Épieds.
- Sébastien Lefébure et Bataille de la Hougue.
- Fulgence Lefébure et Victor Hugo.
- Raymond Lefébure et "La croix du sud".
- Jean Lefébure et Pléville Le Pelley.
- Thomas Lefébure et la chasse à l'Anglais.
- Marie-Louise Lefébure et Nicolas-Jacques Conté.
- Basile Lefébure et Auguste Chevalier
- Barthélémy Lefébure et Charles X
- Étienne Lefébure : "Bonne Année 1944 !".
- Lucienne Lefébure et la baleine.
- Fernand Lefébure et le Mur de l'Atlantique.
- Octave Lefébure et le vol du Bücker-Jungman.
- Max Lefébure et le trésor d'Yquebeuf.
- Johan Lefébure et le royaume d'Yvetot.
- Gaspard Lefébure et Jean Ribaut.
- Maurice Lefébure et la première automobile.

### Tome 4

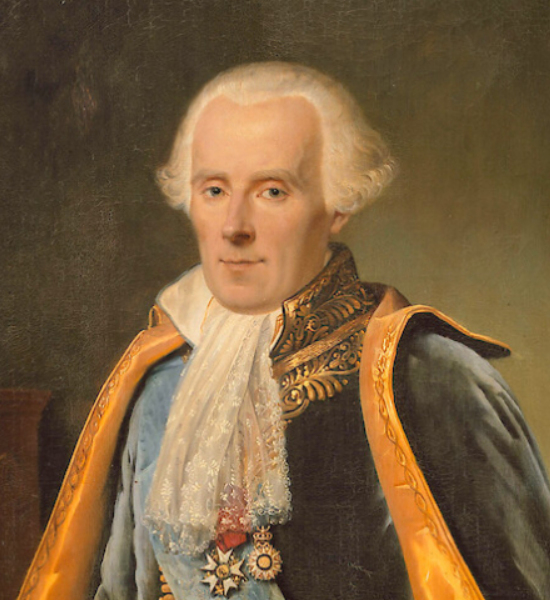
Pierre-Simon de Laplace, un des personnages rencontré par un Lefébure

- Arnaud Lefébure et Charles-Alexandre Lesueur.
- Gildas Lefébure et le chêne d'Allouville.
- Auguste Lefébure et Philippe Lebon.
- Onfroy Lefébure et le mariage de Guillaume[note 1].
- Constentin Lefébure et la maison d'Ozé.
- Germaine Lefébure et la Forteresse Volante.
- Marguerite Lefébure et les biens de l'Église.
- Lazare Lefébure et les Desgenettes.
- Louis Lefébure et Charles Levavasseur.
- Arnoul Lefébure et Rollon.
- Gédéon Lefébure et Eulalie Savarre.
- Gauthier Lefébure et du Guesclin.
- Baudoin Lefébure et Geoffroy de Montbray.
- Alphonse Lefébure et Nicolas II.
- Joachim Lefébure et les Huguenots.
- Geoffroy Lefébure et les nu-pieds.
- Ernest Lefébure et Mademoiselle George.
- Abdré Lefébure et l'X20.
- François Lefébure et Jean Doublet.
- Joseph Lefébure et Pierre-Simon de Laplace.

### Tome 5

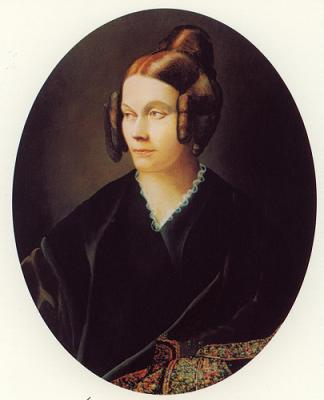
La comtesse de Ségur, elle aussi rencontrée par un Lefébure

- Manon Lefébure et la révolte caennaise.
- Philippe Lefébure et la statue de Morny.
- Antoinette Lefébure et Marie Joly.
- Adélaïde Lefébure et la dentelle de Bayeux.
- Donatien Lefébure et le Cavelier de la Salle.
- Samson Lefébure et le bûcher hindou.
- Gilbert Lefébure et le Latham 47.
- Amaury Lefébure et Jean de Béthencourt.
- Alfred Lefébure et le Docteur Payerne.
- Eudes Lefébure et les Miquelettes.
- Henri Lefébure et le prince de Polignac[note 2].
- Hubert Lefébure et les frères de Hauteville.
- Conan Lefébure et Saint-Louis.
- Rose Lefébure et Marie-Anne Le Normand.
- Grimold Lefébure et Raoul Giroie.
- Anne Lefébure et la Comtesse de Ségur.
- Guillaume Lefébure et l'abbé Soury.
- Simon Lefébure et le maquis "Surcouf"
- Placide Lefébure et Louis-Philippe.
- Adhémard Lefébure et le "Télémaque".

### Tome 6

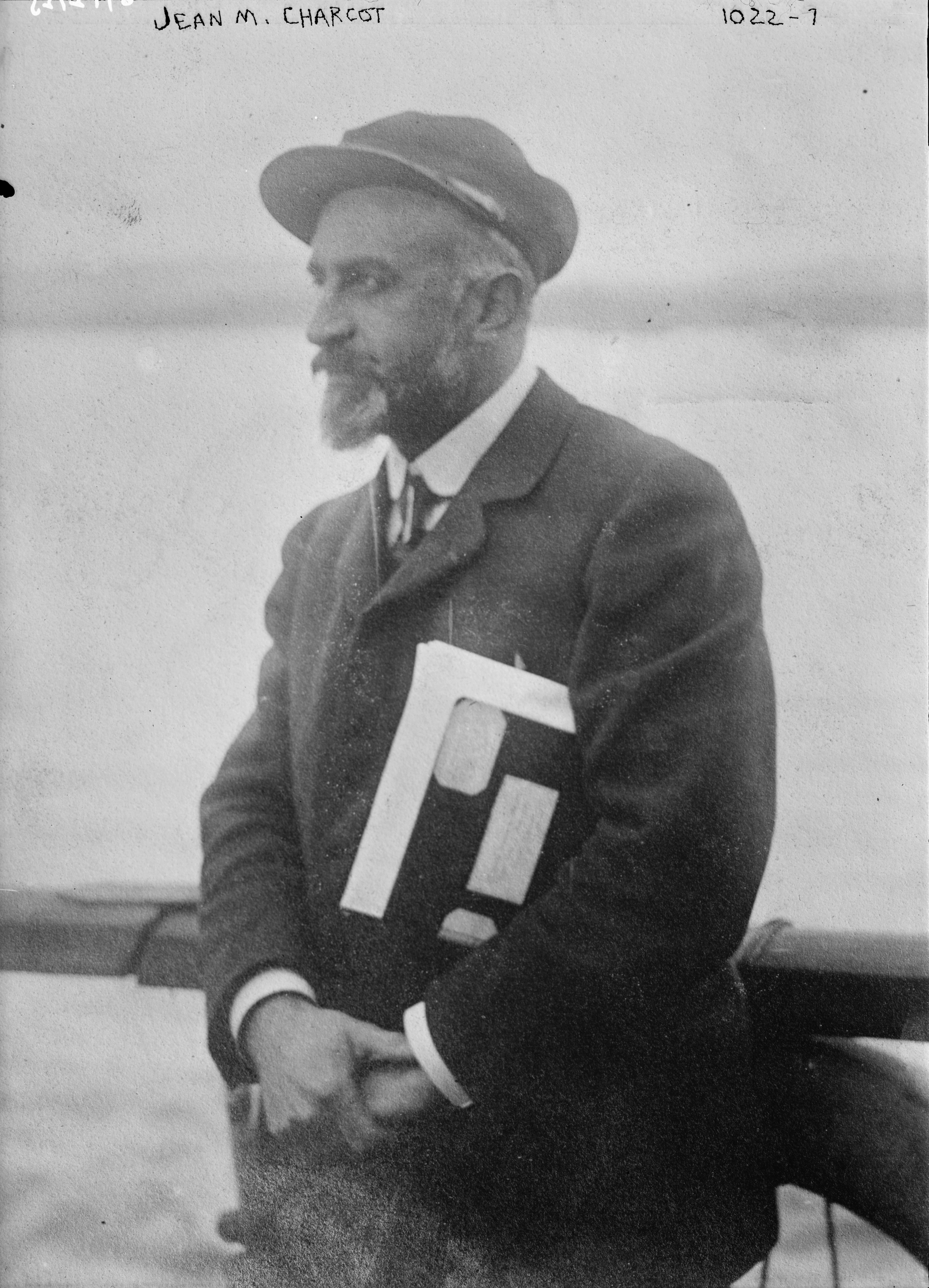
Jean-Baptiste Charcot, également rencontré par un Lefébure

- Maximilien Lefébure et "L'Alabama"
- Noël Lefébure et le débarquement Allemand.
- Marcel Lefébure et Henri Ramas.
- Florestan Lefébure et "Capitaine Bravoure".
- Christobal Lefébure et Jehan Angot.
- Marianne Lefébure et la fleur de Lys.
- Anatole Lefébure et le retour de Charcot.
- Exupère Lefébure et la Dame de Beauté.
- Prosper Lefébure et les canons de Thiers.
- Jérôme Lefébure et la "Boulangère"
- Aimable Lefébure et la "Joyeuse Prison" .
- Ildebert Lefébure et la bataille du Val-ès-Dunes.
- Bertrand Lefébure et Jacques Stuart[note 3].
- Eugène Lefébure et les péniches insubmersibles.
- Alexandre Lefébure et Liberge de Granchain.
- Thimoléon Lefébure et le Docteur Auzoux.
- Raphaël Lefébure et Louis de Frotté.
- Clément Lefébure et François d'Ô.
- Lucien Lefébure et le lieutenant Maunoury.
- Philémon Lefébure et l'église parlante.